# Viên Dương Quán

Bia Viên Dương Quán khắc năm Hưng Trị thứ 2 năm 1589, đây là tấm bia cổ đời Mạc hiếm có ở Việt Nam.

Đây là một Đạo Quán cổ nay đã biến thành chùa, quán xưa thuộc hệ thống "Đan Sơn Tứ Quán " vùng xứ Đoài, hiện tọa lạc tại phía đông thôn Chiền xã Đức Thượng huyện Hoài Đức thành phố Hà Nội. Tên thường gọi của quán là Quán Chiền, tên chữ là Viên Dương Đạo Quán.

## Truyền Thuyết
Tể tướng Lữ Gia nhà Triệu đi qua vùng này thấy hai vị tiên đang đánh cờ bèn xuống ngựa vái chào, các tiên liền bay đi, nhân đó ông bèn cho lập đạo quán để cho đạo sĩ tu hành.
Về sau ở đây có đạo sĩ tên là Lý Trang tu hành ở đây, ngày ăn rau phỉ để sống, tối tụng kinh Ngọc Hoàng Bản hạnh. Khi cây rau phỉ biến thành cây Xương Bồ mọc trên đá thì đạo sĩ đắc đạo thành Tiên bay lên trời. Từ đó tên huyện này gọi là Đan Sơn.

## Niên Biểu Kiến Tạo
- Năm Ất Dậu đời Mạc Mục Tông 1585, Hiển Cung Đại phu triều Mạc là Nguyễn Định cho hưng công Thượng Điện và Hậu Đường. Sự việc này còn khắc trong bia Hưng Trị năm thứ 2 năm 1589 hiện đặt tại quán.
- Năm Gia Long thập lục niên (1817), đúc chuông lớn "Viên Dương Quán Chung ".
- Năm 1934 niên hiệu Bảo Đại, trùng tu tòa Tiền Đường.
- Chùa Viên Dương Quán được xếp hạng di tích cấp Tỉnh, Thành phố tại quyết định số 1230 /QD - UBND ngày 10 tháng 3 năm 2011.

## Hệ thống Điện thờ
Khởi nguyên là Đạo Quán nhưng sau đó được cải thành chùa nên Viên Dương Quán hiện tồn tại hai hệ thống tượng chính gồm Phật giáo và Đạo Giáo.

### Tượng Phật giáo:
Hệ tượng này cũng đầy đủ như một ngôi chùa bắc bộ khác:
- Tiền Đường gồm bên phải từ ngoài vào là ban Đức Chúa Ông gồm các tượng Chúa Ông, Già Lam, Chân Tể, cạnh đó là ban thờ Khuyến Thiện, bên trái là tượng Trừng ác, Thánh Hiền, Diện Nhiên, Đại sĩ.
- Thượng Điện gồm các tượng như Tam Thế, Chuẩn đề, động Quan Âm Hương Tích, động Quán Âm Thị Kính... Cửu Long, Phạm Thiên, Đế Thích.
- Nhà Địa Tạng: Tượng Địa Tạng
- Lầu Quan Âm: Tượng Bạch Y Quan Âm.
- Nhà Tổ: Tượng Tổ Sư...

### Tượng Đạo Giáo
Hệ tượng này bày của yếu tại gian giữa tiền đường và phần trước thượng điện, nếu như các đạo quán cải thành chùa khác như Linh Tiên Quán, Lão Quân Quán, Lâm Dương Quán... tượng đạo giáo thường bày trong cùng thì ở đây tượng bày trước mặt, ngay dưới ban Phật.
- Lớp trên gồm Tam Thanh: Nguyên Thủy Thiên Tôn, Linh bảo Thiên Tôn, Đạo Đức Thiên Tôn (đáng chú ý tượng Đạo Đức Thiên Tôn ở đây tạc râu màu trắng giống như hóa thân Lão Quân chứ không râu đen như thường thấy.)
- Lớp thứ 2 gồm có: Ngọc Hoàng, Nam Tào, Bắc Đẩu.
- Lớp thứ 3 gồm có: Huyền Thiên Trấn Vũ (điểm kỳ lạ là tượng Trấn vũ ở đây đặt giữa Phạm Thiên và Đế Thích, tòa Cửu Long lại đặt dưới một chút)

### Tượng Khác
- Tượng Hậu, những người có công xây dựng chùa
- Tượng Tam Tứ Phủ.

Ban chính Tiền Đường
Tượng Phạm Thiên, Đế Thích, Trấn Vũ, Tòa Cửu Long
Động Quan Âm
Tượng Hậu
tòa Tiền Đường xây lại năm 1934

## Các Trụ trì
- Đạo Sĩ Lý Trang
- Tiểu Tăng Đàm Văn Liêm ?